# Religionsunterricht in Polen
Der Religionsunterricht in Polen findet an allen Schulen und Kindergärten mit öffentlicher Trägerschaft statt. Es handelt sich offiziell um ein nichtpflichtiges Schulfach (entspricht grob dem deutschen Begriff Wahlfach).

## Rechtsgrundlagen
Eingeführt wurde das Schulfach Religion in der gegenwärtigen Form am 1. September 1990 unter zunächst offenbar gesetzeswidrigen Umständen mittels einer auf den 24. August 1990 datierten und am 30. August 1990 veröffentlichten Dienstanweisung (interne Richtlinie der Behörde) des Bildungsministers Henryk Samsonowicz. Dies geschah unter dem Druck der römisch-katholischen Kirche oder, nach Aussage von Samsonowicz, auf Wunsch der römisch-katholischen Kirche bzw. der Elternverbände. Bis 1997 war eine ausdrückliche Trennung von Kirche und Staat in der polnischen Verfassung verankert. Daher wurde vom Bürgerrechtsanwalt eine verfahrensrechtliche und inhaltliche Verfassungsklage eingereicht. Am 30. Januar 1991 hat dennoch der Verfassungsgerichtshof über die inhaltliche Verfassungsmäßigkeit der Dienstanweisung unter einem Sondervotum geurteilt. Erst am 14. April 1992 wurde eine Rechtsverordnung des Ministers für Nationale Bildung Andrzej Stelmachowski erlassen, welche die Anweisung öffentlich-rechtlich sanktioniert und zusätzlich die Benotung der Religion auf dem Schulzeugnis eingeführt hat. Dies wurde am 19. August 1992 zum Anlass für eine erneute Verfassungsklage des Beauftragten für Bürgerrechte, die am 20. April 1993, ebenfalls mit einem Sondervotum, abgewiesen wurde.
Am 30. Juni 1999 wurde die bisherige Verordnung über die Bedingungen und Durchführungsweise des Religionsunterrichtes in den öffentlichen Schulen novelliert und der Religionsunterricht auf Kindergärten ausgeweitet. Bereits am 28. Juli 1993 hat das geschäftsführende Kabinett Suchocka einen Konkordat unterzeichnet, der die polnische Regierung zur Einrichtung eines katholischen Religionsunterrichtes innerhalb des Stundenplanes verpflichtet.
Seit 1997 ist der Religionsunterricht in der Verfassung verankert. Demnach ist es zulässig, dass die Religion der Kirchen und anderen öffentlich anerkannten Glaubensgemeinschaften (nicht jedoch die Weltanschauung der nichtreligiösen Weltanschauungsgemeinschaften) in den Schulen unterrichtet wird. Dabei lässt der Artikel 53 Abs. 4 der Verfassung vom 2. April 1997 offen, ob der Religionsunterricht auch zu einem ordentlichen bzw. pflichtigen Fach erklärt werden darf. Gleichzeitig legt er nicht fest, ob den Kirchen und Glaubensgemeinschaften ein Anspruch auf Religionsunterricht zusteht.

## Organisation und Trägerschaft des Unterrichts
Der Religionsunterricht wird in den öffentlichen Kindergärten, Grundschulen (1. bis 8. Klasse) und Lyzeen (9. bis 12. Klasse) in Polen erteilt (sowie bis zu deren Abschaffung 2017 in Gymnasien – ehemals 7. bis 9. Klasse). In den Kindergärten findet er grundsätzlich für Kinder in den Altersgruppen ab dem ca. fünften Lebensjahr statt, teilweise beginnt er jedoch bereits mit drei Jahren. Die Schulen und Kindergärten sind verpflichtet, den Religionsunterricht einer Konfession (Kirche bzw. öffentlich anerkannten Glaubensgemeinschaft) einrichten zu lassen, sofern innerhalb einer Klasse (respektive Kindergartengruppe) mindestens sieben Schüler (Kindergartenkinder) dieser Konfession angehören und ihre Eltern nach  Einrichtung dieses Unterrichts verlangen. Gleiches gilt, wenn durch eine geeignete Zusammenfassung Schüler aus verschiedener Klassen eine mindestens siebenköpfige Unterrichtsgruppe einer Konfession bilden können. In der Praxis wird meistens ausschließlich der römisch-katholische Religionsunterricht angeboten, zumal dieser gemäß dem Konkordat unabhängig vom Wunsch der Eltern eingerichtet werden muss. Darüber hinaus wird oder wurde gemäß einer Antwort der Bildungsministerin Katarzyna Hall im Rahmen einer Großen Anfrage im Jahr 2008 an verschiedenen Schulen orthodoxer, evangelischer, adventistischer, baptistischer, pentekostalischer, polnisch-katholischer, mariavitischer sowie jüdischer und islamischer Religionsunterricht angeboten.
Religionslehrkräfte sind in Polen sowohl Katecheten als auch Priester und Ordensleute. Der Religionsunterricht, die Lehrer und ihre Ausbildung sowie die Lehrhilfen sind keiner staatlichen Aufsicht unterstellt, das Bildungsministerium wird lediglich über diese in Kenntnis gesetzt. Diese Inhalte werden gemäß der Religionsunterrichtsverordnung von der römisch-katholischen bischöflichen Kurie bzw. vergleichbare Verwaltungseinheiten bei anderen Glaubensgemeinschaften definiert. Die Lehrer, die sich mit einer Empfehlung des zuständigen Bischofs bzw. eines vergleichbaren Kirchenbeamten ausweisen, müssen jedoch von den jeweiligen Bildungseinrichtungen ohne weitere Bedingungen in das arbeitsrechtliche Angestelltenverhältnis aufgenommen werden und werden somit für ihre Tätigkeit ausschließlich aus den öffentlichen Mitteln entlohnt. Im Herbst 2012 wurde die Verantwortung hierfür von der Zentralverwaltung auf die Burg- und Landkreise übertragen.

## Teilnahme am Religionsunterricht
Da es sich formal um ein nichtpflichtiges Fach handelt, soll gemäß der Religionsunterrichtsverordnung die Aufnahme durch eine formlose Anmeldung durch die Eltern stattfinden. Die verbreitete Praxis ist es jedoch, dass alle Schüler durch die Schulverwaltung zunächst pauschal zum (römisch-katholischen) Religionsunterricht angemeldet werden und die Eltern, die keinen Religionsunterricht wünschen, ihre Kinder vom Unterricht bei der Schulverwaltung oder Religionslehrkraft explizit abmelden müssen. In Einzelfällen wird ein schriftlicher Abmeldeantrag unter Angabe von Gründen verlangt, was nicht mit dem in der Verfassung verankerten Schweigerecht in Sachen Religion vereinbar ist. Die katholischen Kurien verlangen mittels Dienstanweisung von den Katecheten, dass diese die Personendaten inkl. Adressdaten der nicht am katholischen Religionsunterricht teilnehmenden Schüler (darunter Nichtmitglieder der Kirche) sowie die angegebenen Abmeldegründe aufnehmen und an die Kurie zwecks Abgleich mit den kirchlichen Mitgliedslisten weiterleiten. Diese Praxis wurde durch den Beauftragten für Bürgerrechte und den General-Inspektor für Personendatenschutz (GIODO) als widerrechtlich gerügt, jedoch weitere Amtshandlungen unterlassen.
Schüler dürfen sich selbst vom Unterricht erst nach dem Erreichen der Volljährigkeit abmelden. Polen hat in diesem Zusammenhang 1991 bei der Annahme der Kinderrechtskonvention folgenden Vorbehalt gegen den Artikel 14 (Gedanken-, Gewissens- und Religionsfreiheit) geäußert: Die Polnische Republik vertritt die Meinung, dass die Ausübung dieser Kinderrechte (…) im Einklang mit polnischen Sitten und Traditionen hinsichtlich der Verortung des Kindes in und außerhalb der Familie erfolgt.
Die Benotung wird im Zeugnis auf der zweiten Stelle, zusammen mit der Verhaltensnote in dem obersten Block für Kopfnoten angegeben (nicht unter den Wahlfächern, welche grundsätzlich unterhalb der Pflichtfächer in einem dritten Block aufgelistet sind). Die Note wird ohne Angabe zur Konfession eingetragen. Bei der Aufnahme in die jeweils höhere Schulstufe sowie für die Abschlüsse cum laude ist die Benotung der Religion relevant, jedoch nicht für die Versetzung innerhalb der Schulstufe (Grundschule, Lyzeum).
Seit 2012 wird von der kirchlichen Seite vermehrt die Einführung der Teilnahmepflicht am Religionsunterricht thematisiert. Im August 2013 forderte Józef Kowalczyk, Primas Polens und Vorsitzender der Bischofskonferenz den pflichtigen römisch-katholischen Religionsunterricht für alle Schüler als Voraussetzung für den Schulabschluss. Die Forderung, dass mindestens eine Stunde katholischer Religionsunterricht pro Woche für alle Schüler absolut verpflichtend werden müsse, hat nochmal im Oktober 2024 Kazimierz Nycz, Erzbischof von Warschau und Kardinal, geäußert. Dabei differenzierte er nicht zwischen den Schülern katholischer Religionszugehörigkeit sowie anderen.

## Ethik als alternatives Fach
Als alternatives Fach zur Religion soll gemäß der Religionsunterrichtsverordnung nach ähnlichem Prinzip Ethikunterricht an den öffentlichen Schulen angeboten werden. Es handelt sich dabei um kein Ersatzfach und kein Wahlpflichtfach. Sowohl Religion (verschiedener Konfessionen) als auch Ethik sind gemäß der Verordnung Wahlfächer. Die Benotung soll im Zeugnis in gleicher Rubrik wie Religion angegeben werden, ohne Angabe, ob der Religions- oder Ethikunterricht besucht wurde. Im Unterschied zum Religionsunterricht sollen die Inhalte durch die öffentliche Schulverwaltung bestimmt werden. Dies ist jedoch bislang nicht geschehen, sodass die Ethiklehrer die Lehrinhalte in Eigenregie vorbereiten müssen.
In der Praxis wird der Ethikunterricht äußerst selten angeboten, denn auch bei entsprechenden Anträgen der Eltern weisen die Schulen auf den Mangel an geeigneten Lehrkräften hin. 2010 fand er an 334 von insgesamt 32.136 öffentlichen Schulen (ca. 1,03 %) statt. Am 15. Juni 2010 entschied der Europäische Gerichtshof für Menschenrechte im Fall Grzelak gegen Republik Polen, dass die Nichtzurverfügungstellung des Wahlfachs Ethik einen Verstoß gegen den Artikel 14 (Diskriminierungsverbot) in Verbindung mit Artikel 9 (Gedanken-, Gewissens- und Religionsfreiheit) der Europäischen Menschenrechtskonvention darstellt. In den Zeugnissen der Schüler, die weder Religions- noch Ethikunterricht besucht haben, wird in entsprechender Rubrik ein langer Strich („––––“) eingetragen, woraus sich praktisch erschließen lässt, dass diese nicht der in Polen dominierenden römisch-katholischen Kirche angehören. Das polnische Außenministerium hat dieses Urteil nicht als Grundsatzurteil gewertet.